# Alzina dels Colls
L'alzina dels Colls (Quercus ilex subsp. ballota), o l'Alzina Grossa, és un arbre del municipi de Casserres (el Berguedà), catalogat com a Arbre Monumental, que es troba a poc més d'un quilòmetre del nucli de la vila, en direcció a Viver.

## Dades descriptives
- Perímetre del tronc a 1,30 m: 3,80 m.
- Perímetre de la base del tronc: 7,59 m.[2]
- Alçada: 16,5 m.
- Amplada de la capçada: 28,6 m.
- Altitud sobre el nivell del mar: 635 m.

## Entorn
Es troba entre prats de conreu de secà, amb taques de bosquets de carrasca i pi pinyer als voltants, amb algun roure i alguna servera, argelaga, romaní, botja d'escombres, trèvol pudent, ravenissa blanca, amarant, blet, trèvol, pastanaga silvestre, corretjola i barbera. Pel que fa a la fauna, s'hi observa el falcó mostatxut, el tudó, el repicatalons, el pardal comú, l'oreneta vulgar, la cadernera, la merla i el gratapalles.

## Aspecte general
És la carrasca amb més biomassa i un dels arbres amb més amplada de Catalunya. Presenta gran ufanor, tot i que també té acumulació d'aigua a la creu, la qual cosa li produeix putrefacció externa (aquest problema es podria solucionar aportant algun sistema de drenatge o d'evacuació de l'aigua acumulada). El seu port és realment enorme i amplíssim. L'incendi que afectà el Berguedà el juliol de 1994 en va socarrimar part de la capçada, però posteriorment rebrotà normalment.

## Curiositats
És una alzina que fa d'amorriador, això vol dir que és objecte de cura. La capçada es corona de manera episòdica i la seua base, sempre horitzontal, indica el límit del mossec del ramat. La funció dels amorriadors és acollir els ramats, especialment els migdies de juliol i agost en els moments de màxima radiació solar. Els ramats s'hi amorrien, és a dir, fan la migdiada sota l'ombra.